# 板倉聖宣
板倉 聖宣（いたくら きよのぶ、1930年〈昭和5年〉5月2日 - 2018年〈平成30年〉2月7日）は、科学史や教育学、理科教育史を専門とする日本の研究者。主な業績は「科学的認識の成立条件」の発見、仮説実験的認識論の発見と仮説実験授業による具体化と実証によって「授業の科学的研究」を確立した。仮説実験授業研究会設立による「たのしい授業学派」の確立など。東京大学理学博士。「仮説実験授業」の提唱者で、「いたずら博士」として科学啓発書を中心に多数の著書を執筆した。国立教育研究所 物理教育推進室長、仮説実験授業研究会 代表、（私立）板倉研究室 室長、日本科学史学会 会長を歴任。『ひと』（太郎次郎社）や『たのしい授業』（仮説社）の創刊にも貢献。『増補日本理科教育史』でパピルス賞を受賞し、没後の2019年には英訳論文精選集『Hypothesis-experiment class (Kasetsu)』が出版されている。

## 生涯

### 生い立ち
1930年（昭和5年）5月2日、東京の下町に10人兄弟の7人目として生まれる。父は医療機械の製造職人。
小中学生の頃は数学が好きだったが、暗記を馬鹿にしていたため成績は悪く、公立中学校の受験に失敗した。
私立本郷中学校に入学したものの1945年2月25日の空襲で自宅が全焼し、長野県塩尻町（現・塩尻市）に一時疎開。父の圧力もあり1945年（昭和20年）に名古屋陸軍幼年学校に入学したが、4か月の在学で敗戦を迎え、翌年東京へ戻る。
敗戦の体験によって社会の科学を含めて本格的に科学を勉強する気になって勤勉になった。しかし、理科に納得のいかないことが多く自信が持てなかった。
1947年に本郷中学校4年修了で旧制浦和高等学校に進学。そこから科学史と哲学を勉強し、科学史を知れば自分も納得できるということを発見した。
1949年、新制の東京大学に入学し科学史を専門にすることにした。

### 東京大学での学生時代

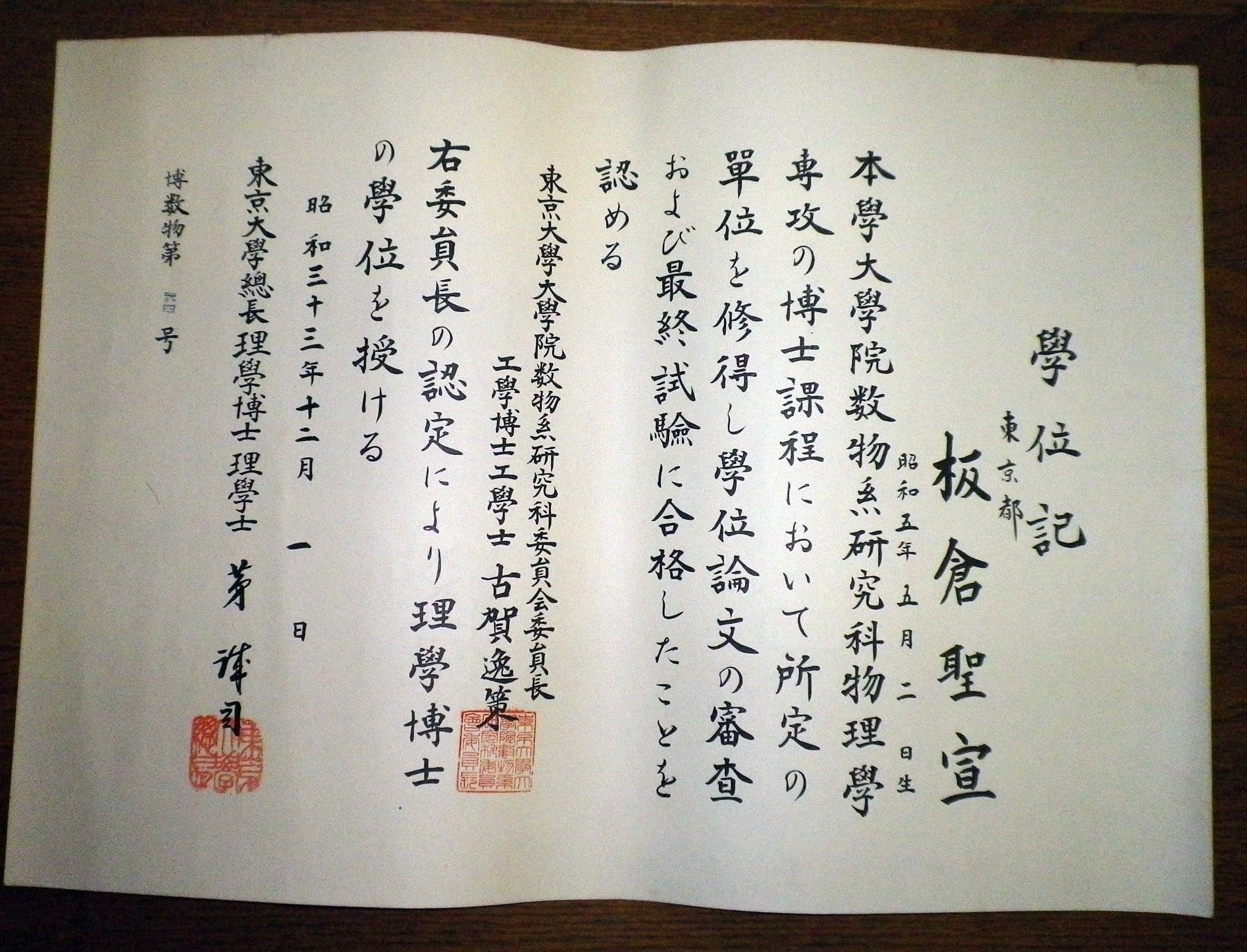
板倉聖宣の博士号学位記

三浦つとむの『哲学入門』に大きな影響を受けて、認識論の研究を開始した。
大学1-2年の頃は学生運動に参加したが、当時全盛だったスターリンの認識論に疑問を持ち、「科学的認識はすべて仮説をもって対象に目的意識的に問いかけることによってのみ成立する」という考えに達した。
板倉は教養学科・科学史科哲学分科の第一期生になったが、科学史を専門とする教授も先輩もいなかったため、3-4年生のときに後輩たちと「自然弁証法研究会」を作った。
そこではとくに地動説の歴史を研究し、「科学的な認識の枠組みを変えることは困難なこと」と、「仮説実験的な認識方法を確立すればそうした認識の枠組みを変えることも可能だ」という結論に達した。
同じ頃アメリカの科学史家トーマス・クーンが「パラダイム論」を展開していたが、板倉はクーンが不可能としていた「パラダイムの限界を乗り越える方法」を論じることができた。（節「#科学思想」も参照）
大学を卒業した1953年に手作りのガリ版雑誌『科学と方法』を創刊。全国の大学生や大学院生を読者とした。
当時の東大大学院歴史学専攻には科学史の専攻課程がなかったので、数物系の大学院に進学し、物理学史を専攻した。
そこで科学教育の問題にも関心を深めていった。
大学院では指導教授と意見が合わず、半年遅れで理学博士の学位を取得した。卒業後の1959年に友人の紹介で国立教育研究所に就職した。

### 国立教育研究所時代

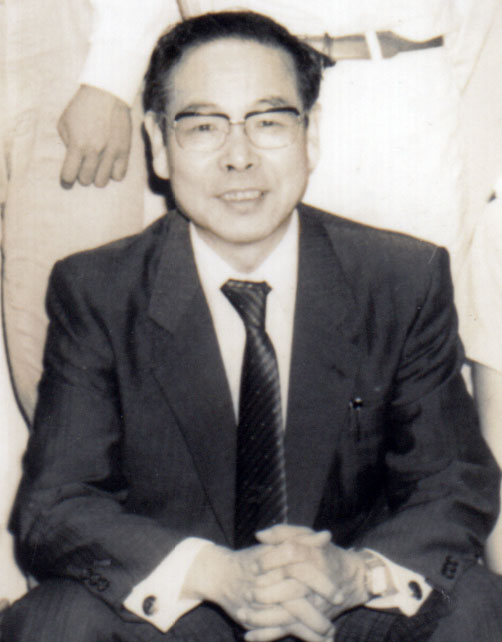
板倉聖宣 1990年（60歳）

当時の国立教育研究所では文部省の政策に極度に遠慮していて研究の自由がなかったが、1961年にアメリカの高校物理教科書「PSSC物理」が日本に紹介されて文部省がこれに関心を示すと、研究所をクビになる覚悟で科学教育の研究を本格的に始めた。
国研に内地留学した上廻昭と教育の研究を開始し、1963年仮説実験授業を提唱し、1966年に仮説実験授業研究会を設立した。『少年少女科学名著全集』(国土社)を刊行。「いたずら博士」のペンネームで多くの科学啓蒙書を執筆（#著書の節も参照）。また、1968年に書いた『日本理科教育史』は、後に増補版が2010年のパピルス賞を受賞した。1960年代後半には日本科学史学会の会誌『科学史研究』において、ニュートンの質量概念について渡辺正雄と紙上討論を繰り広げた。1973年に数学教育で水道方式を提唱していた遠山啓らと、教育雑誌『ひと』（太郎次郎社）を創刊。
1977年に学習研究社の書籍で板倉の著作に対する著作権侵害問題が発覚し、板倉は弁護士に仙谷由人を依頼。同社雑誌では板倉の『科学的とはどういうことか』や授業書からの盗作が見受けられ、同社書籍には板倉と上廻昭の共著『仮説実験授業入門』からの引用の要件を満たさない記述が見つかった。板倉は弁護士と書籍の発行差し止めの仮処分を裁判所に申請。本件は1977年11月5日の『毎日新聞』朝刊にも掲載され、板倉は1978年出版の自著『模倣と創造』に事の経緯を掲載したが、最終的に板倉側の要望が認められる形で1979年12月5日に和解となった。
1980年頃から『日本歴史入門』を書き、社会の科学の研究も開始した。1983年3月に月刊誌『たのしい授業』を仮説社から創刊し、編集代表を担当、1988年には初めての本格的小説『模倣の時代』を書いて、明治以後の脚気の研究史における、森林太郎（鷗外）を初めとする日本人科学者たちの創造性の問題と悲劇に光を当てた。

### 板倉研究室時代
1994年に国立教育研究所を定年退職し、同所名誉所員に就任（後に組織再編に伴い国立教育政策研究所名誉所員）。（私立）板倉研究室を設立し、代表として活動を開始する。1994年にサイエンス・シアター運動を提案し、2000年代に運動を展開。科学をエンターテイメントとして楽しむ18-19世紀の近代イギリス科学の伝統を日本にも作ろうとした。
2007年には一度脳梗塞で入院している。2011年には日本教育心理学会の大会で特別講演も務めた。2013年から2016年まで日本科学史学会会長に就任し、科学史研究の裾野を広げるための講演会などを開いたが、2016年に脳梗塞で倒れたあとは入退院を繰り返し、2018年2月7日に老衰で死去した。満87歳。
2018年2月16日産経ニュースの「産経抄」は「残念ながら教育にはノーベル賞がない」というタイトルで板倉を追悼し、同年に発行された『たのしい授業』3月号・4月号では追悼特集が組まれた。なお、没後の2019年には板倉の英訳論文精選集『Hypothesis-experiment class (Kasetsu)』が出版されている。

## 略歴
- 1930年5月 - 東京市下谷区（現・台東区東上野）に生まれる[1]。
- 1953年3月 - 東京大学教養学部教養学科 科学史科学哲学分科を卒業[13]。
- 1958年12月 - 東京大学大学院数物系研究科 物理学課程 修了、理学博士取得[13][注釈 1]。
- 1959年4月 - 国立教育研究所に勤務[13]（在職中は物理教育研究室長も勤めた[6]。）
- 1963年 - 「仮説実験授業」を提唱[40]。仮説実験授業研究会（火曜の会）を発足。
- 1966年 - 全国仮説実験授業研究会を設立。
- 1973年 - 遠山啓らと教育雑誌『ひと』（太郎次郎社）を創刊[1]。
- 1983年 - 月刊誌『たのしい授業』（仮説社）を創刊し、編集代表に就任[1]。
- 1995年 - 国立教育研究所を定年退職し、（私立）板倉研究室を設立[1]。
- 2010年 - 『増補日本理科教育史』でパピルス賞受賞[1]。
- 2013年 - 日本科学史学会会長（2013 - 2016年度）[7]。
- 2016年 - 7月に脳梗塞で倒れる[注釈 5]。
- 2018年 - 老衰で死去[2]。

## 科学思想

### 矛盾論
板倉は基本理論の交代における矛盾の重要性について明らかにした。
板倉は理論の交代について、古い理論の内部に矛盾が出現することによって理論は危機に陥る。そしてその矛盾をのりこえようとする結果として形成されるのが新理論であると考えた。古い理論の内部矛盾の存在は、その理論に深くコミットした人ほどより深刻にとらえられ、顕在化してくるという特徴を持っている。古い理論の敵は説明できないデータの存在でもなく、競合する新理論の出現でもなく、矛盾の存在なのであると主張した。
この点について板倉の研究から一例を挙げる。天動説に対してコペルニクスが地動説を提唱したとき、新しいデータは何も関与していなかった。一般の常識としてはコペルニクスは子供じみた天動説を批判し、観測に基づく実証的な地動説を提唱したのだということになっている。しかし天動説は観測データに基づいた科学理論で、コペルニクスが新しい観測事実を持っていたわけではない。コペルニクスは当時の天動説に深刻な矛盾を見たのである。例えば、天動説は地球が動くと破壊されることを心配したが、なぜ同じことを地球よりはるかに大きく速く「回転する天」に心配しないのか。また、天動説の計算は確かに「惑星が地球から見える方向」はそれなりの予想精度を持って示すことができる。しかし、それを「惑星の明るさの変化」にも当てはめようとすると矛盾が生じる。コペルニクスは天動説では惑星の見える方向と、その惑星の明るさの変化（彼はそれを惑星の地球からの距離の変化と見た）は両立できないことを、深刻な矛盾とみたのである。その矛盾を解決するためにはどうしても天体の回転の中心を地球から太陽にしなければならなかったのである。
板倉は自身の「理論の交代における矛盾の役割」の研究結果で、「理論選択の基準はその単純性にある」とする「マッハ主義」を批判した。
基本理論の交代が理論外の新事実の発見や他の理論の影響で引き起こされるという「機械論」も科学史の現実に合わないとした。
理論は事実に合わせて変化するという「実証主義」を、「天動説は事実に合わせるという点では十分実証的だった。コペルニクス説がこの点で優れていたわけではない」として否定した。
「どっちもどっち」というような「相対主義」は旧理論の内部矛盾に着目することによって乗り越えることができると主張した。
科学者による理論の選択は、もともと合理的説明はできないのであって、宗教的回心のようなものだと主張する「パラダイム論」に対して、理論交代の必然性を、理論内部の矛盾による自滅とそののりこえによって説明できると批判した。

### 武谷三男の認識の三段階理論の影響
板倉に大きな影響を与えた科学者に武谷三男がいる。武谷は自身の量子力学の研究から「武谷三段階理論」を提唱した。武谷の三段階論とは
科学の法則には
1. 現象論的段階
2. 実体論的段階
3. 本質論的段階

の三段階があり、「科学的な理論はこの三段階を経て発展していく」というものである。
板倉は自身の修士論文と博士論文で「古典力学と電磁気学と量子力学の3つの理論の発展段階」を武谷の三段階理論で解明して、その発展の法則を比較検討した。
板倉は「現象論」が科学上の発見に重要であることを強調している。その1つの例として「日本の脚気研究史」を取り上げ、小説にまとめている。板倉は「脚気の原因が解明されていなかった時期には、いきなりその病気の原因である実体を極めることはできない」から「麦飯とか玄米が脚気に効く」という現象そのものを明らかにすることが必要であったのに、当時の東京大学医学部の教授たちや陸軍軍医本部の森林太郎（鷗外）たちは「なぜだか分からないが脚気に麦飯が効く」という現象論的法則を非科学的であると攻撃し、結果的に日清戦争や日露戦争で何万もの兵士を脚気で死なせたことを批判した。それに対して西洋医・オランダ医者であった軍医の堀内利国は、最初は脚気に麦飯が効くことを漢方医の迷信としていたが、部下が報告した全国の監獄での麦飯食の脚気への効果を知って、「なぜだか分からないが麦飯が脚気に効く」と現象論的法則が正しいことを確信した。そして堀内の管理する兵食を麦飯に変更して脚気を劇的に減らすことに成功したことを高く評価した。板倉は、性急に怪しげな実体論を追求するよりは、現象論的法則を法則として評価・認識できる者が脚気の原因究明の歴史では創造性を発揮したと堀内を評価している。
このことから板倉は三段階理論のうち、えてして「現象論」は低く見られることが多いが、現象論的な法則の研究が発見には重要だと主張した。さらに板倉は「1回きりの事実は現象論的法則とは違う」として、現象論的法則とは単なる事実とは違う「何回繰り返しやってもいつも同じようになる法則的な事実」であり、「何度やってもそうだ」という法則の重要性が分かることが新発見につながるとしている。
そしてこのような現象論的法則が確立して、初めて「なぜ麦飯や玄米が脚気に効くのか」が問題になり、そこから「玄米中のどんな成分が脚気に効くのか」という研究が発展し、「ビタミンB1という物質＝実体」が発見され、脚気の研究が実体論段階に達したのだと主張した。

## 教育思想・実践

### たのしい授業の思想
- 従来言われてきた「基礎学力だから教えなければならない」という教育目標を根底から見直し､その思想を否定するために「楽しい」と「わかる」を故意に対立させる立場を鮮明にし、「子どもにとって楽しいことを教えるべきである」と主張した[59]。

- 本当に教えるに値するかどうかの判断には、そのことがらが教えられたとするならば、具体的にはどんなことを意味することなのかを吟味することが必要である。これは「教育目標を明確にすること」と言って良い[59]。

- 「たのしい」と「わかる」が表裏一体というよりは、「たのしい」が優先する[59]。

## 民主主義の思想
- みんなが楽しくなければ民主主義とはいえない。民主主義というからには、みんながその民主主義の運営にうんざりするような会の運営をしてはいけない。みんなが会を盛り立てていく楽しさを味わえるようなものでなくてはならない[60]。
- 〈形式的民主主義〉というのは何なのでしょうか。人々に〈民主主義というものは退屈で詰まらないものだ〉と思わせることが出来れば、それらの人々の自由な発言を封ずることが出来るようになります。〈民主主義とはもともと退屈でつまらないものだ〉と教え､〈その退屈な手続きを経ないで自由に発言しようとしてはいけない〉と言い聞かせて、みんなのやる気をなくさせてしまうのです[61]。
- いかなる社会といえども基本的人権というものは犯してはいけない。基本的人権が犯されたら、いかなる法も有効性を失う。それなのに基本的人権という思想なしに民主主義がもてはやされたことから問題がおかしくなってきたと思うのです[62]。
- 「大多数の人々の支持でやった戦争だから正しい」ということはできません。大多数の人々が支持したことでも間違いがあるし、それに従わなくてもいいことがあるという考えをとらないと、平和運動も貫けなくなります[62]。
- 私は〈多数決というものは、もともと少数派を奴隷的な状態に置く決議法である〉という理解のもとに、〈できるだけ決議をしないということが大切だ〉と考えています。〈決議をするときは、少数派を奴隷にしなければならないほど切実なことだけ決議しろ〉というのです[63]。
- よく、〈多数決で決めたことは、それに反対だった人々も従わなければいけない。それが民主主義というものだ〉という人たちがいます。しかし、それは本当にそうなのか、私は疑問に思うことが少なくありません[64]。
- 少数派の意見の尊重というのは大変難しいのです。たいていの場合、多数派にとっては〈自分たちの主張・考え方が正しいに決まっている〉としか思えないことが多いからです。〈万が一、どうかすると少数派の方が正しいのかもしれない〉とか〈多数派の意見が正しいにしても、少数派を尊重しないともっと大きな問題が起きる〉といったことについては切実な経験をした人々でないとなかなか理解できないのです[65]。
- 私は、今のところ民主主義よりもいいものがない以上、その民主主義を守るために〈民主主義は時によっては、最も恐ろしい奴隷主義にもなりかねない〉ということを承知の上で事に当たる人々が増えることを期待してやまないのです[66]。

## 評価論
- 私の評価論は文字通り仮説実験授業の中で生まれ育ってきたものです。「人間は他人の評価の影におびえて人間性を喪失する」という発見には我ながら感動しています[67]。
- ひとはたえず自分や他人の考えや行動を評価して生きているのです。自分だけの評価のしかたのなかに、人びとは「自分らしさ」という個性を見いだしているといっても良いかもしれません。私たちは借りものでない、ほんとうの自分自身の評価基準にしたがって生きているとき、はじめて「自分らしく充実して生きている」という実感を持てるのではないかとも私は思うのです。しかし、そういう個性豊かなひとだって、ほかのひとびととは全く無関係に、孤立して生きているのではありません[68]。
- どんなひとでも、他人の目、他人の評価を気にしながら生きているのが本当だとおもうのです[68]。
- 評価の仕方によって人間は自信をもったり、自信をなくしたりするのです。社会や教育が人びとの生き方にまで干渉できるのは、評価の画一化によっててあるといえるでしょう。だから、私は、学校での評価を、毎日の授業の中での評価を問題にしなければならない、と思うのです。[69]
- 板倉は、評価に関して「どうしてもこれは知っていなければならないもの」や「ここまではいけというもの」を到達目標[70]と名付け、その評価は合格か不合格であって60点とか100点とかいうものではないとした[71]。しかし教師が到達目標として決めるならば、「教師は相当の自信を持っていなければならない」し、「ここまではやるんだ」ということと「社会的要求もあるんだ」というものでなければならないとした[72]。もし子どもが教育の結果教師が設定した到達目標に達しないなら、それは子どもたちのせいではなく、教師が失格というべきで、それができて初めて教育の専門職といえるとした[73]。それに対して方向目標とは「できればできるほどいいという目標」としている[73]。板倉は「到達目標を決めるのはきわめて難しいが、ときにはクラスの何パーセントのものはここまで持って行きたい」というときに教師が設定する目標を「方向目標」としている[73]。たとえば、「音楽の分かるものが3分の1いるといい。でも残りの3分の2をいじめる必要はない。ある子どもは音楽はうんと優れているが、何かはそれほどでもないとか、そういう個性の開発が望ましい」としている[73][注釈 7]。
- 五段階法や100点法は（評価の）尺度がはっきりしていないときだけ使えば良い。これはある意味指導者が至らないときにのみに使うものである[74]。要するに五段階法の正常分布（正規分布のこと）のグラフ曲線はおかしいわけで、正常分布の曲線の何が正常かというと、これは「自然にほっておけばそうなるべきもの」で、そうならなければ「何か手を加えた」ということになるので、「教育をしている状況においては決して正常分布になるはずはない[75]」として、5段階相対評価を批判した。板倉は「（評価の）尺度は無限にあって、ある尺度が低いからといって子どもをいたずらに責めないことが大切だ」と主張した[76]。

## 教育思想史から見た板倉の教育研究の位置づけ

### コメニウスからデューイまで
コメニウス（1592-1670チェコ）は「すべての人に学校教育を受けさせ、しかも必要なすべてのことを無理なく、労苦なく、楽しく学ばせる」と唱えて「近代教育学の祖」と呼ばれているが、その実現は容易なことではなかったことは、現代の学校教育の現状を見れば明らかである。市民革命時代のジョン・ロック（1632-1704英国）は、子どもを独立した個人と認めずに「子どもの心は白紙である」という「白紙説」を唱え、近代国家が要請する近代市民を育てるためには、押しつけ教育もいとわなかった。一方ジャン＝ジャック・ルソー（1712-1778フランス）は、「子どもには独自の考えがあり、自由に育てるべきだ」と主張した。しかし、コメニウスもロックもルソーも理念だけで、何ら実証的な裏付けはなかった。それに対してジョン・デューイ（1859-1952米国）は教育に実験という概念を初めて取り入れたといわれている。

#### ルソーやデューイの評価
これについて板倉聖宣は「ルソーやデューイの教育学上の地位は、近代科学史上でのレオナルド・ダ・ヴィンチの役割に似ている」として、「ダ･ヴィンチはその優れた直感でガリレオ・ガリレイと同じことをたくさん言ってますが、近代力学そのものへの第一歩は歩むことはできなかった」としている。ガリレオの近代的実験概念は「与えられた条件の下で行えば、誰がどこでやっても同じ結果が得られる」という"実験"であった。しかしデューイの"実験"学校は、ガリレオの実験のような〈限られた条件の下でなら、誰もが検証可能なもの〉にはなり得ていなかった。デューイの実験は経験主義に近いもので、近代科学的な実験概念にはまだ到達していなかった。

#### 子ども白紙説を実験的に否定
板倉は1950年代にフランスのリセ、日本の有名進学校、一流大学で調査を行い、「科学を学んだ以後の優等生でさえ、日常生活で身につけた常識的概念にとらわれており、それを克服することが困難なこと」を明らかにした。それをふまえて板倉は「科学教育というものは、自然現象の理解に於いて白紙の状態にある生徒に向かって、科学上の概念や法則を注入することによって成立するものではない。」と述べて、子どもたちは白紙でないばかりか、「科学概念と対立する強固な常識的概念をすでに日常生活で身につけている」ということを明らかにした。板倉はロックの「子ども白紙説」を実験的に否定した。

### 押しつけの排除
板倉は「すべての押しつけを排除する」といい、「何を教えるに値するかは子どもが決める」と主張した。これはルソーの「子どもは自由に育てるべきだ」という思想に近いともいえるが、板倉がルソーと決定的に違うのは、それを実験的に再現可能な形で教育内容を決定したことである。板倉は授業の成功･不成功を子どもたちの感想文と「楽しさの評価」に置いた。授業の善し悪しの決定権を子どもに委ねることではじめて「教育の主権は子どもたちにあると言える」とした。

#### 教育の目的は楽しさ
板倉は「授業の楽しさは、教育の手段ではなく目的でもある」と述べ、板倉のいう「楽しさ」とは人が知的好奇心を満たされたときの本質的な喜びをさしている。そこで仮説実験授業では子どもたちの「楽しさ」を基準に実験的に教育内容も決定し、それを「授業書」と名付けたテキストによって具体化している。この授業書に沿ってやればだれでも「優れた授業ができる」という意味で再現性が保証されている。この点でも仮説実験授業は再現可能な実験という、近代科学的な手法に基づいた教育研究を実現している。

#### 現在の教育学は近代科学以前と同じ
現代の物理学者の間で力の定義が科学者ごとに異なってコミュニケーション不全に至ることは基本的にはない。しかし教育学ではそもそも「教育」という研究分野の定義そのものすら混乱している。このことは現在の教育学が、ガリレオが実験科学を切り開いた17世紀前後の状況に似ていることを示している。

#### 教育研究を実験科学に
ガリレオは落下法則という自然現象のほんの一点を明らかにしたに過ぎないのと同様に、仮説実験授業は教育という広大な分野のほんの一点を突破したに過ぎない。教育には依然として未解決の問題が山積したままである。しかし近代科学がガリレオ以降、1つ1つ問題を解決していったように、板倉の「教育の研究を実験科学にした」という一歩もガリレオの仕事と同様に位置づけられる。

## 海外の教育研究との関連

### 認知心理学への紹介
仮説実験授業は指導要領の枠内に収まらなかったため、1963年の提唱以来、流行することなく熱心な教師を中心に50年以上にわたって実践・研究が積み重ねられてきた。そういった仮説実験授業の成果はこれまでほとんど国外には紹介されてこなかったが、例外的に波多野誼余夫によってHEI（Hypothesis Experiment Instruction）の名で認知心理学の分野で紹介された。そのためもあって認知心理学の分野では板倉と同種の主張が「素朴概念(native concept)」や「誤概念(misconception)」として知られるようになった。

### 欧米での類似の研究
1980年代以降、欧米でも仮説実験授業に似た「予想―実験」を中心にする科学教育の手法が盛んに提唱・研究されるようになった。1982年にJohn Clementは学生たちの概念調査を行い、「学生たちに見られる誤概念は中世のインペタス理論に似た概念が見られること」を指摘したが、1960年代に板倉が指摘したこととほとんど同じである。1985年にHallounとHestenesは「日常生活に基づく常識的信念」をCS(Common Sense)と名付けて、「CS信念を乗り越えるのは教師や教科書の権威によってだけでは困難である」と主張したが、これは板倉が仮説実験授業の提唱時に主張した「科学的認識の成立には、常識的・直感的な論理と科学的な論理の対決が必要である」と述べたのと同じである。
1993年にはClementらが「橋渡し法(Bridging Analogies)」と題する方法論を提案した。これは原子モデルを導入して抗力概念を導入しようとするものであるが、1964年に板倉が発表した授業書〈ばねと力〉に驚くほどよく似ている。
このように仮説実験授業そのものではないにしても、かなりの部分で仮説実験授業との共通点がある教育法が海外でも研究され、その有効性が実証されつつある。

## 主な著作

### 学位論文
- 『古典力学と電磁気学の成立過程とその比較研究』東京大学〈博士学位論文（甲第71号）〉、1958年11月14日、NAID 500000446484。[注釈 1]

### 主な論文
- 「物理学と矛盾論」『科学と方法』別冊6、東大自然弁証法研究会、1955年3月。
- 板倉聖宣「古典力学と電磁気学の成立過程とその比較研究」『科学史研究』第44-51号、1957-59年。
- 「日本における初期の弾道研究」『科学史研究』第55号、1960年9月、20-30頁。
- 「『改算記』の放物線弾道はいかにして得られたか」『科学史研究』第56号、1960年12月、7-12頁。
- 「ふりこと振動 ―「仮説・実験授業」のためのテキスト―」『理科教室』、1963年11月号。
- 「科学上のもっとも基礎的な諸概念の理解の実態とその改善 ―「仮説実験授業」の試み―」、国立教育研究所、1963年11月の研究報告草稿。
- 「ばねと力 ―「仮説・実験授業」のためのテキスト―」『理科教室』1964年2月・3月号。
- 「力学に関する基本的な術語の形成過程」『科学史研究』第132号、1979年冬、193-105頁。
- 「円周率3.14の動揺と3.16の復活の謎」『科学史研究』第151号、1984年秋、140-147頁。
- 「自然法と民主主義 学習指導要領と基本的人権」『たのしい授業』第189号、1997年11月号、仮説社、6頁。

（分担執筆）
- 「落下法則の成立史」『科学革命』森北出版、1961年、NDLJP:61004899。
- 「日本に物理学が生まれそこなった歴史」、『講座科学史4日本科学史の射程』培風館、1989年、234-254頁、ISBN 4563020494。

### 学会誌・雑誌
- 「― 戦前と戦後 ―」『日本物理学会誌』第51巻第1号、1996年、49-53頁。
- 「〔未発表原稿〕伝記風の自伝 1930年から1993年まで」『たのしい授業』2018年3月号、仮説社、6-25頁。

（講演録）
- 「本格的な物理学教育は何時からはじめるべきか」『物理教育』第18巻第4号、225-227頁。
- 「W8b 中学・高校の新しいカリキュラムや教材」『物理教育』第35巻、1987年、44-45頁[注釈 8]。
- 「正しい学力評価のあり方」『教育心理学年報』第6巻、1967年、69-71頁[注釈 9]。
- 「学校知革新の可能性を探る」『教育学研究』第60巻第1号、1993年、23-36頁[注釈 10]。
- 「科学・技術の動向と教育の課題 ―教育の新しい発想を求めて―」『教育学研究』第57巻第1号、1990年[注釈 11]。
- 「仮説実験授業と教育心理学」『教育心理学年報』第50巻、2011年、9-12頁、中垣啓 要約。

### 代表的な著書
- 『未来の科学教育』国土社、1966年・1990年[6]。
- 『日本理科教育史』第一法規、1968年[6][1]、『増補日本理科教育史』仮説社、2009年[1]。
- 『科学と方法 ― 科学的認識の成立条件 ―』季節社、1969年[6]。
- 『長岡半太郎伝』朝日新聞社、1973年、木村東作、八木江里 共著[87]。
- 『仮説実験授業 ― 授業書「ばねと力」によるその具体化』仮説社、1974年[6]。
- 『科学的とはどういうことか 』仮説社〈いたずら博士の科学教室〉、1978年（新版 2018年）[88]。
- 『磁石と電気の発明発見物語』国土社〈発明発見物語全集〉、1984年、編集[注釈 12]。
- 『かわりだねの科学者たち』仮説社、1987年[91]
- 『模倣の時代 上・下』仮説社、1988年[27]。
- 『脚気の歴史 ―資料・文献年表―』つばさ書房、1988年、編集[27]。
- 『日本における科学研究の萌芽と挫折 ―近代日本科学史の謎解き―』仮説社、1990年[92]。
- 『科学者伝記小事典 ― 科学の基礎をきずいた人びと ―』仮説社、2000年[93]。
- 『科学と科学教育の源流……いたずら博士の科学史学入門』仮説社、2000年[94]。
- 『日本における近代科学の形成過程』多賀出版、2001年、中村邦光 共著[95]
- 『わたしもファラデーたのしい科学の発見物語』仮説社、2003年[96]。
- 『原子論の歴史 上下』仮説社、2004年[97]。
- 『Hypothesis-experiment class (Kasetsu)』京都大学学術出版会、Trans Pacific Press、2019年[8]。

## 著書
#主な著作における#代表的な著書も参照

### 自伝・論説・書簡集など
- 『模倣と創造 ―科学・教育における研究の作法―』仮説社、1978年。
  - 『増補版 模倣と創造 ―科学・教育における研究の作法―』仮説社、1987年、ISBN 4773500220。
- 『社会の法則と民主主義 創造的に生きるための発想法』仮説社、1988年。
- 『私の生いたちと今の私 幼年時代から旧制高等学校まで』つばさ書房〈仮説実験授業ガリ本図書館〉、1990年。
- 『板倉式発想法/主体性論・実践論・組織論』仮説実験授業研究会事務局編〈仮説実験授業ガリ本図書館〉1990年。
- 『大衆の御用学者として生きる』仮説実験授業研究会事務局編〈仮説実験授業ガリ本図書館〉、1990年。
- 『新哲学入門 楽しく生きるための考え方』仮説社〈ものの見方考え方シリーズ〉、1992年。
- 『私の発想法 科学・歴史・教育を見なおす』仮説社、1995年。

（共著・分担）
- 『板倉聖宣1960年代書簡集』仮説実験授業50年史編纂室 編集制作、ガリ本図書館〈仮説実験授業資料叢書〉、2010年、NDLJP:21931229。
- 『学びの海への船出 ― 探究活動の輝きに向けて ―』京都大学総合博物館、2015年、ISBN 9784990834005、講演録[注釈 13]。
- 『板倉聖宣の考え方 ― 授業・科学・人生 ―』仮説社、2018年、犬塚清和、小原茂巳 共著。
- 『Hypothesis-experiment class (Kasetsu)』Kiyonobu Itakura ; edited by Haruhiko Funahashi, a collaborative effort by the Science and Method Translation and Publication Committee. Kyoto University Press. Trans Pacific Press (2019).

### 科学史・教育史
- 『日本理科教育史』第一法規、1968年。
- 『科学と方法 ―科学的認識の成立条件―』季節社、1969年。
- 『科学の形成と論理』季節社、1973年。
- 『模倣の時代』仮説社、1988年。
- 『脚気の歴史 資料・文献年表』編著、つばさ書房、1988年。
- 『日本史再発見 理系の視点から』朝日選書、1993年。
- 『近現代史の考え方 正義でなく真理を教えるために』仮説社 1996。
- 『科学と科学教育の源流……いたずら博士の科学史学入門』仮説社、2000年。
- 『原子論の歴史 上 誕生・勝利・追放』仮説社、2004年。
- 『原子論の歴史 下 復活・確立』仮説社、2004年。
- 『迷信と科学』仮説社〈科学新入門 下〉、2007年。
- 『増補日本理科教育史』仮説社、2009年。

（共著）
- 『日本における科学研究の萌芽と挫折 ―近代日本科学史の謎解き―』仮説社、1990年、中村邦光、板倉玲子 共著。
- 『日本における近代科学の形成過程』多賀出版、2001年、中村邦光 共著。

（編集）
- 『脚気の歴史 ―資料・文献年表―』つばさ書房、1988年。
- 『社会の発明発見物語』松野修共編、仮説社、1998年。

（監修）
- 『事典日本の科学者 ― 科学技術を築いた5000人 ―』日外アソシエーツ株式会社編集、日外アソシエーツ、紀伊國屋書店、2014年、ISBN 9784816924859。

（翻訳）
- ウィリアム・ギルバート『磁石(および電気)論』仮説社、1978年（2008年新版）。
- ロバート・フック『ミクログラフィア 微小世界図説 図版集』、仮説社、1985年、永田英治 共訳。

#### 伝記
- 『長岡半太郎』朝日新聞社〈朝日評伝選〉、1976年。
- 『かわりだねの科学者たち』仮説社、1987年。
- 『フランクリン』仮説社〈やまねこ文庫〉、1996年。
- 『科学者伝記小事典 ― 科学の基礎をきずいた人びと ―』仮説社、2000年。
- 『わたしもファラデー たのしい科学の発見物語』仮説社、2003年。
- 『勝海舟と明治維新』仮説社、2006年。
- 『世宗大王の生涯 ハングルを創った国王』仮説社、2007年。

（共著）
- 『長岡半太郎伝』朝日新聞社、1973年、木村東作、八木江里 共著。

#### 『理科教育史資料』
- 『理科教育史資料 第1巻 科学教育論・教育課程』永田英治 共編著、東京法令出版、1986年
- 『理科教育史資料 第2巻 理科教科書史』共編著、東京法令出版、1986年
- 『理科教育史資料 第3巻 理科教授法・実践史』長谷川純三 共編著、東京法令出版、1986年
- 『理科教育史資料 第4-5巻 理科教材史』共編著、東京法令出版、1987年
- 『理科教育史資料 第6巻 科学読み物・年表・人物事典』永田英治 共編著、東京法令出版、1987年

### 科学教育
- 『未来の科学教育』国土社〈国土新書〉、1966年（国土社〈現代教育101選 23〉、1990年。仮説社、2010年。）。
- 『原子とつきあう本 原子(元素・単体)のデータ・ブック』仮説社、1985年。
- 『たのしい授業の思想』仮説社、1988年。
- 『私の新発見と再発見』仮説社、1988年。
- 『たのしい科学の伝統にたちかえれ 板倉聖宣の理科教育法』つばさ書房〈仮説実験授業ガリ本図書館〉、1989年。
- 『発想法かるた 発想を豊かにすることわざ・格言集』仮説社〈ものの見方考え方シリーズ〉、1992年。
- 『教育の未来に向けて 授業をたのしくすれば学校は変わる』仮説社、1995年。
- 『下町主義の教育研究 人びとの役に立つものを作りたい』仮説社、1995年。
- 『教育が生まれ変わるために 教えるに価するものは何か』仮説社、1999年。
- 『人間と環境』小峰書店〈資源・環境・リサイクル〉、2002年。
- 『哲学的とはどういうことか』つばさ書房、2004年。
- 『子どもの学力教師の学力』仮説社、2007年。
- 『科学と教育 教育学を科学にするための理論・組織』仮説社、2008年。
- 『数量的な見方考え方 数学教育を根底から変える視点』仮説社、2010年。
- 『マネしたくなる学級担任の定番メニュー』「たのしい授業」編集委員会編、仮説社、2017年。

（共著）
- 『現代物理学の基礎』東京大学出版会、1960年、玉木英彦 共著。
- 『物理学入門 科学教育の現代化』国土社、1964年、江沢洋 共著。
- 『発泡スチロール球で分子模型をつくろう』仮説社、1992年、平尾二三夫 共著。
- 『科学の本の読み方すすめ方』仮説社、1993年、名倉弘 共著。
- 『たのしい知の技術』仮説社、2001年、塚本浩司、宮地祐司 共著。
- 『日本における近代科学の形成過程』多賀出版、2001年、中村邦光 共著。
- 『あきらめの教育学』仮説社〈やまねこブックレット教育 2〉、2014年、小原茂巳、中一夫 編。
- 『理科オンチ教師が輝く科学の授業』仮説社〈やまねこブックレット教育 6〉、2017年、堀江晴美 共著、犬塚清和編。

（翻訳）
- リチャード・カーライル『科学する人々への訴え ― 学校教育からの宗教的迷信の排除と科学的教育によるその全面的改革の構想 ―』仮説社〈科学教育古典双書〉、1984年、深田利夫訳、NCID BN10174546。

#### 「仮説実験授業」関係
仮説実験授業や授業書については、「仮説実験授業」や「授業書」を参照。なお、本節では国土社の「授業書研究双書」シリーズや、つばさ書房の「仮説実験授業ガリ本図書館」シリーズを中心に記す。仮説社の「ミニ授業書」シリーズについては該当節を参照。
- 『科学と仮説』野火書房（季節社）、1971年
- 『仮説実験授業入門』上廻昭共編著 明治図書出版、1965年
- 『子どもの変革と仮説実験授業』編、明治図書出版、1968年
- 『仮説実験授業―授業書「ばねと力」によるその具体化』仮説社、1974年
- 『磁石』仮説社〈授業書集成〉、1978年
- 『仮説実験授業のABC 楽しい授業への招待』仮説社、1979年（随時改訂）
- 『仮説実験授業の研究論と組織論』仮説社、1988年
- 『科学と教育 科学の新しい分野・授業科学を確立するための組織論』つばさ書房〈仮説実験授業ガリ本図書館〉、1990年
- 『仮説実験授業の考え方 アマチュア精神の復権』仮説社、1996年

（共著）
- 『仮説実験授業記録集成 1 溶解』国土社、1971年、細川準三 共著。
- 『仮説実験授業記録集成 2 結晶』国土社、1971年、西谷亀之、犬塚清和 共著。
- 『仮説実験授業記録集成 3 電流と磁石』国土社、1972年、犬塚清和、小野田三男 共著。
- 『仮説実験授業記録集成 4 ものとその重さ』国土社、1974年、渡辺慶二 共著。
- 『仮説実験授業記録集成 5 三態変化』国土社、1977年、西川浩司、吉村七郎 共著。

（編集）
- 『はじめての仮説実験授業』編集、国土社、1974年。
- 『力と運動・速さと距離と時間』仮説実験授業研究会 共編、国土社〈授業書研究双書〉、1988年。
- 『てこ・滑車・仕事量』仮説実験授業研究会 共編、国土社〈授業書研究双書〉、1988年。
- 『電池と回路』仮説実験授業研究会 共編、国土社〈授業書研究双書〉、1988年。
- 『動植物の分類と進化・たべものとうんこ』仮説実験授業研究会共編 国土社〈授業書研究双書〉、1988年。
- 『浮力と密度・重さと力・まさつ力』仮説実験授業研究会共編、国土社〈授業書研究双書〉、1988年。
- 『いろいろな気体・燃焼』仮説実験授業研究会共編、国土社〈授業書研究双書〉、1989年。

#### 「ミニ授業書」シリーズ
授業書については「仮説実験授業」や「授業書」を参照。ここでは仮説社の「ミニ授業書」シリーズについて記す。国土社の『仮説実験授業記録集成』や「授業書研究双書」シリーズについては該当節を参照。
- 『日本の都道府県と、日本の中の<国>の話』改訂版、仮説社〈ミニ授業書〉、1995年（2015年改訂版）。
- 『虹は七色か六色か 真理と教育の問題を考える』仮説社〈ミニ授業書〉、2003年。
- 『えぞ地の和人とアイヌ人 二つの民族の出会い』仮説社〈ミニ授業書〉、2004年。
- 『磁石につくコインつかないコイン その物理学と社会学』仮説社〈ミニ授業書〉、2005年。
- 『鹿児島と明治維新』改訂版 仮説社〈ミニ授業書〉、1996年。
- 『焼肉と唐辛子 ミニ授業書 朝鮮=韓国人とその歴史』仮説社〈ミニ授業書〉、1995年。
- 『変体仮名とその覚え方』仮説社〈ミニ授業書〉、2008年。

（共著）
- 『靖国神社 そこに祀られている人びと』仮説社〈ミニ授業書〉、2002年、重弘忠晴 共著。
- 『タネと発芽』仮説社〈ミニ授業書〉、2005年、吉村七郎、中一夫 共著。

### 科学読み物
- 『ジャガイモの花と実』福音館書店、1968年。
- 『ぼくらはガリレオ』岩波書店、1972年（岩波現代文庫〈社会 209〉、2011年 ）。
- 『火曜日には火の用心』国土社〈常識より科学へ〉、1973年。
- 『電池であそぼう』仮説社〈しろうとのための電気学入門・授業書〉、1977年。
- 『記号のなぞとき』岩波書店〈算数と理科の本〉、1979年。
- 『砂鉄とじしゃくのなぞ』辻村益朗画 福音館書店〈科学の本〉、1979年。
- 『重さに目をつけよう』桑原伸之絵 岩波書店〈算数と理科の本〉、1980年。
- 『ぼくがあるくと月もあるく』岩波書店〈ぼくのさんすう・わたしのりか〉、1981年。
- 『地球ってほんとにまあるいの?』仮説社〈オリジナル入門シリーズ〉、1983年。
- 『かわりだねの科学者たち』仮説社、1987年。
- 『磁気カードの秘密 磁気キップでの実験』仮説社〈街頭物理学〉、1989年
- 『砂鉄とじしゃくのなぞ』国土社〈科学入門名著全集〉、1991年。
- 『白菜のなぞ』仮説社〈やまねこ文庫〉、1994年。
- 『科学者伝記小事典 科学の基礎をきずいた人びと』仮説社、2000年。
- 『砂鉄とじしゃくのなぞ』仮説社〈オリジナル入門シリーズ〉、2001年。
- 『大きすぎて見えない地球小さすぎて見えない原子』仮説社〈科学新入門 上〉、2005年。
- 『ジャガイモの花と実』仮説社〈オリジナル入門シリーズ〉、2009年。
- 『身近な発明の話』仮説社〈新総合読本〉、2010年。

（共著）
- 『道を開いた人びと 世界発明発見ものがたり』道家達将・大沼正則共著 筑摩書房〈新中学生全集〉、1962年。
- 『熱はどこにたくわえられるか』仮説社〈やまねこブックレット教育 4〉、2015年、犬塚清和、大黒美和 共著。

（編集・監修）
- 『なぞとき物語』村上道子 共編、仮説社〈新総合読本〉、1997年。
- 『自然界の発明発見物語』編 仮説社〈新総合読本〉、1998年。
- 『知恵と工夫の物語』村上道子 共編、仮説社〈新総合読本〉、1998年。
- 『科学と科学教育の源流 いたずら博士の科学史学入門』編著、仮説社、2000年。
- 『日本の産業のすがたと未来』監修・著、小峰書店〈調べようグラフでみる日本の産業これまでとこれから〉、2000年。

#### 「発明発見物語全集」
- 1964年に刊行されたもの、板倉による編集（NCID BN07466962）。
  - 『数学 ピタゴラスから電子計算機まで』国土社〈発明発見物語全集1〉、1964年。
  - 『コロンブスから人工衛星まで』国土社〈発明発見物語全集2〉、1964年。
  - 『原子 デモクリトスから素粒子まで』国土社〈発明発見物語全集3〉、1964年。
  - 『電気 らしん盤からテレビジョンまで』国土社〈発明発見物語全集4〉、1964年。
  - 『機械 時計からオートメーションまで』国土社〈発明発見物語全集5〉、1964年。
- 1983年 - 1985年に刊行されたもの、板倉による編集。
  - 『数と図形の発明発見物語 ― ピタゴラスから電子計算機まで』国土社〈発明発見物語全集 2〉、1983年4月。
  - 『磁石と電気の発明発見物語 ― らしん盤からテレビジョンまで』国土社〈発明発見物語全集 3〉、1983年4月。（テレビアニメ『タイムトラベル少女〜マリ・ワカと8人の科学者たち〜』は本書を題材としている[98]。）
  - 『原子・分子の発明発見物語 ― デモクリトスから素粒子まで』国土社〈発明発見物語全集 4〉、1983年4月。
  - 『機械の発明発見物語 ― 時計からオートメーションまで』国土社〈発明発見物語全集 12〉、1984年4月。
  - 『元素の発明発見物語 ― 錬金術師の物語から超ウラン元素の発見まで』国土社〈発明発見物語全集 17〉、1985年6月。

#### 「少年少女科学名著全集」シリーズ
板倉は国土社の「少年少女科学名著全集」シリーズ全体で編集を担当（NCID BN02255915）。
（翻訳）
- ガリレオ・ガリレイ『望遠鏡で見た星空の大発見』国土社〈少年少女科学名著全集 5〉、1965年。仮説社、2013年。
- 『日本はじめての科学読物』国土社〈少年少女科学名著全集 30〉、1982年、伊藤篤子 共著訳。

#### 「いたずらはかせのかがくの本」シリーズ
- 『足はなんぼん?』松浦晴二 絵、国土社〈いたずらはかせのかがくの本〉、1970年（2016年新版、ISBN 9784773502695）。
- 『かげと光とビー玉』石田武雄 絵、国土社〈いたずらはかせのかがくの本〉、1970年。
- 『空気と水のじっけん』石田武雄 絵、国土社〈いたずらはかせのかがくの本〉、1970年。
- 『にている親子・にてない親子』松浦晴二 絵、国土社〈いたずらはかせのかがくの本〉、1970年。
- 『ふしぎな石 ― じしゃく』国土社〈いたずらはかせのかがくの本〉、1970年。
- 『空気の重さをはかるには』木村正志 絵、国土社〈いたずらはかせのかがくの本〉、1971年。
- 『せぼねのある動物たち』湯川久雄 絵、国土社〈いたずらはかせのかがくの本〉、1971年（2016年新版、ISBN 9784773502695）。
- 『北斗七星と北極星』松永教治 絵、国土社〈いたずらはかせのかがくの本〉、1971年。
- 『もしも原子がみえたなら』梶鮎太 絵、国土社〈いたずらはかせのかがくの本〉、1971年。
- 『花と実のなぞ』湯川久雄 絵、国土社〈いたずらはかせのかがくの本〉、1972年。
- 『自転車の発明』国土社〈いたずらはかせのかがくの本〉、1981年。

（共著）
- 『ドライアイスであそぼう』国土社〈いたずらはかせのかがくの本〉、1990年、藤沢千之 共著。

#### 「いたずら博士の科学教室」シリーズ
- 『科学的とはどういうことか 』仮説社〈いたずら博士の科学教室〉、1978年（新版 2018年）。
- 『磁石の魅力』仮説社〈いたずら博士の科学教室〉、1980年。
- 『歴史の見方考え方』仮説社〈いたずら博士の科学教室3〉、1986年。
- 『科学はどのようにしてつくられてきたか』仮説社〈いたずら博士の科学教室 4〉、1993年。

#### 「いたずら博士の科学だいすき」シリーズ
- 『よじのぼる水 ― 水の分子・赤パンツくんのぼうけん』小峰書店〈いたずら博士の科学だいすき 1-1〉、2013年、福嶋昭雄 共著。
- 『電気のとおり道 ― 回路とスイッチ』小峰書店〈いたずら博士の科学だいすき 1-2〉、2013年、井藤伸比古 共著。
- 『吹き矢で科学 ― ものを動かす力』小峰書店〈いたずら博士の科学だいすき 1-3〉、2013年、湯澤光男 共著。
- 『いろいろな月 ― わたしの月、ガリレオの月』小峰書店〈いたずら博士の科学だいすき 1-4〉、2013年、重弘忠晴 共著。
- 『あかりと油 ― 油をもやす』小峰書店〈いたずら博士の科学だいすき 1-5〉、2013年、阿部徳昭 共著。
- 『虹をつくる ― 虹の見え方と光の性質』小峰書店〈いたずら博士の科学だいすき 2-6〉、2014年、遠藤郁夫 共著。
- 『30倍の世界 ― かんたん顕微鏡で見る』小峰書店〈いたずら博士の科学だいすき 2-7〉、2014年、豊田泰弘 共著。
- 『爆発の科学 ― 酸素と燃焼のしくみ』小峰書店〈いたずら博士の科学だいすき 2-8〉、2014年、平賀幸光 共著。
- 『石灰石のふしぎな変身 ― コンクリートをつくる石』小峰書店〈いたずら博士の科学だいすき 2-9〉、2014年、犬塚清和 共著。
- 『音を楽しむ ― ものと音のひびき』小峰書店〈いたずら博士の科学だいすき 2-10〉、2014年、小林光子 共著。

#### 「サイエンスシアターシリーズ」
仮説実験授業#サイエンス・シアター運動も参照。
- 『温度をはかる 温度計の発明発見物語』仮説社〈サイエンスシアターシリーズ 熱をさぐる編(温度と原子分子)〉、2002年。
- 『熱と火の正体 技術・技能と科学』仮説社〈サイエンスシアターシリーズ 熱をさぐる編(温度と原子分子)〉、2003年。
- 『ものを冷やす 分子の運動を見る』仮説社〈サイエンスシアターシリーズ 熱をさぐる編(温度と原子分子)〉、2003年。
- 『アーチの力学 橋をかけるくふう』仮説社〈サイエンスシアターシリーズ 力と運動編〉、2004年。
- 『熱と分子の世界 液晶・爆発・赤外線』仮説社〈サイエンスシアターシリーズ 熱をさぐる編(温度と原子分子)〉、2004年。
- 『電磁波を見る テレビアンテナ物語』仮説社〈サイエンスシアターシリーズ 電磁波をさぐる編 1〉、2006年。

（共著）
- 『原子と原子が出会うとき 触媒のなぞをとく』仮説社〈サイエンスシアターシリーズ 原子・分子編〉湯沢光男 共著。
- 『身近な分子たち 空気・植物・食物のもと』 仮説社〈サイエンスシアターシリーズ 原子・分子編〉吉村七郎 共著。
- 『固体=結晶の世界 ミョウバンからゼオライトまで』仮説社〈サイエンスシアターシリーズ 原子・分子編〉、2002年、山田正男 共著。
- 『コマの力学 回転運動と慣性』仮説社〈サイエンスシアターシリーズ 力と運動編〉、2005年、湯沢光男 共著。
- 『衝突の力学 瞬間のなぞ』仮説社〈サイエンスシアターシリーズ 力と運動編〉、2005年、塚本浩司 共著。
- 『吹き矢の力学 ものを動かす力と時間』仮説社〈サイエンスシアターシリーズ 力と運動編〉、2005年、塩野広次 共著。
- 『電子レンジと電磁波 ファラデーの発見物語』仮説社〈サイエンスシアターシリーズ 電磁波をさぐる編〉、2006年、松田勤 共著。
- 『偏光板であそぼう ミツバチの方向感覚のなぞ』仮説社〈サイエンスシアターシリーズ 電磁波をさぐる編〉、2007年、田中良明 共著。
- 『光のスペクトルと原子』仮説社〈サイエンスシアターシリーズ 電磁波をさぐる編〉、2008年、湯沢光男 共著。

#### 「社会の科学入門シリーズ」
- 『日本歴史入門』仮説社〈社会の科学入門シリーズ〉、1981年。
- 『世界の国旗 世界の地理と歴史を考える』仮説社〈社会の科学入門シリーズ〉、1990年。
- 『禁酒法と民主主義 道徳と政治と社会』仮説社〈社会の科学入門シリーズ〉、1983年。
- 『生類憐みの令 道徳と政治』仮説社〈社会の科学入門シリーズ〉、1992年。
- 『世界の国ぐに いろいろな世界地図』仮説社〈社会の科学入門シリーズ〉、1992年。
- 『絵とき世界の国旗』仮説社〈いたずら博士の社会の科学の本〉、2000年。

（共著・編著）
- 『差別と迷信 被差別部落の歴史』住本健次 共著、仮説社〈社会の科学入門シリーズ〉、1998年。
- 『日本の戦争の歴史 明治以降の日本と戦争』重弘忠晴 共著、仮説社〈社会の科学入門シリーズ〉、1993年。
- 『社会にも法則はあるか 誕生日をめぐる法則』長岡清 共編著、仮説社〈社会の科学入門シリーズ〉、2006年。